# Општина Солидаридад (Кинтана Ро)
Солидаридад (шп. Solidaridad) општина је у Мексику у савезној држави Кинтана Ро. Општина се налази на надморској висини од 10 м.

## Становништво
Према подацима из 2010. у општини је живело 159310 становника.

### Хронологија
| Година       | 2000                  | 2005                   | 2010                   |
| ------------ | --------------------- | ---------------------- | ---------------------- |
| Становништво | 63752 (34410 / 29342) | 135512 (70796 / 64716) | 159310 (83468 / 75842) |

### Попис
| \| \| м \| \| \| ж \| \| 0—2 \| 5.526 \| \| \| 5.518 \| \| 3—5 \| 5.037 \| \| \| 5.154 \| \| 6—11 \| 8.128 \| \| \| 8.042 \| \| 12—14 \| 3.195 \| \| \| 3.202 \| \| 15—17 \| 3.670 \| \| \| 3.471 \| \| 18—24 \| 14.577 \| \| \| 13.280 \| \| 60+ \| 1.876 \| \| \| 1.763 \| \| Просек : \| 28,2 \| \| \| 27,2 \| |        |  |  |        |
| |        |  |  |        |
| | м      |  |  | ж      |
| 0—2 | 5.526  |  |  | 5.518  |
| 3—5 | 5.037  |  |  | 5.154  |
| 6—11 | 8.128  |  |  | 8.042  |
| 12—14 | 3.195  |  |  | 3.202  |
| 15—17 | 3.670  |  |  | 3.471  |
| 18—24 | 14.577 |  |  | 13.280 |
| 60+ | 1.876  |  |  | 1.763  |
| Просек : | 28,2   |  |  | 27,2   |

| #   | Индикатор                                                                                        | Вредност |
| --- | ------------------------------------------------------------------------------------------------ | -------- |
| 1   | Становништво од 0 до 2 године                                                                    | 11044    |
| 2   | Мушко становништво од 0 до 2 године                                                              | 5526     |
| 3   | Женско становништво од 0 до 2 године                                                             | 5518     |
| 4   | Становништво са 3 и више година                                                                  | 145713   |
| 5   | Мушко становништво са 3 и више година                                                            | 76646    |
| 6   | Женско становништво са 3 и више година                                                           | 69067    |
| 7   | Становништво са 5 и више година                                                                  | 138569   |
| 8   | Мушко становништво са 5 и више година                                                            | 73125    |
| 9   | Женско становништво са 5 и више година                                                           | 65444    |
| 10  | Становништво са 12 и више година                                                                 | 119352   |
| 11  | Мушко становништво са 12 и више година                                                           | 63481    |
| 12  | Женско становништво са 12 и више година                                                          | 55871    |
| 13  | Становништво са 15 и више година                                                                 | 112955   |
| 14  | Мушко становништво са 15 и више година                                                           | 60286    |
| 15  | Женско становништво са 15 и више година                                                          | 52669    |
| 16  | Становништво са 18 и више година                                                                 | 105814   |
| 17  | Мушко становништво са 18 и више година                                                           | 56616    |
| 18  | Женско становништво са 18 и више година                                                          | 49198    |
| 19  | Становништво од 3 до 5 година                                                                    | 10191    |
| 20  | Мушко становништво од 3 до 5 година                                                              | 5037     |
| 21  | Женско становништво од 3 до 5 година                                                             | 5154     |
| 22  | Становништво од 6 до 11 година                                                                   | 16170    |
| 23  | Мушко становништво од 6 до 11 година                                                             | 8128     |
| 24  | Женско становништво од 6 до 11 година                                                            | 8042     |
| 25  | Становништво од 8 до 14 година                                                                   | 16745    |
| 26  | Мушко становништво од 8 до 14 година                                                             | 8411     |
| 27  | Женско становништво од 8 до 14 година                                                            | 8334     |
| 28  | Становништво од 12 до 14 година                                                                  | 6397     |
| 29  | Мушко становништво од 12 до 14 година                                                            | 3195     |
| 30  | Женско становништво од 12 до 14 година                                                           | 3202     |
| 31  | Становништво од 15 до 17 година                                                                  | 7141     |
| 32  | Мушко становништво од 15 до 17 година                                                            | 3670     |
| 33  | Женско становништво од 15 до 17 година                                                           | 3471     |
| 34  | Становништво од 18 до 24 године                                                                  | 27857    |
| 35  | Мушко становништво од 18 до 24 године                                                            | 14577    |
| 36  | Женско становништво од 18 до 24 године                                                           | 13280    |
| 37  | Женско становништво од 15 до 49 година                                                           | 47941    |
| 38  | Становништво са 60 и више година                                                                 | 3639     |
| 39  | Мушко становништво са 60 и више година                                                           | 1876     |
| 40  | Женско становништво са 60 и више година                                                          | 1763     |
| 41  | Однос између мушкараца и жена                                                                    | 110.06   |
| 42  | Становништво од нуле до 14 година                                                                | 43802    |
| 43  | Становништво од 15 до 64 године                                                                  | 110922   |
| 44  | Становништво од 65 година и више                                                                 | 2033     |
| 45  | Просечан број деце                                                                               | 1.63     |
| 46  | Становништво рођено у ентитету                                                                   | 46590    |
| 47  | Мушко становништво рођено у ентитету                                                             | 23685    |
| 48  | Женско становништво рођено у ентитету                                                            | 22905    |
| 49  | Становништво рођено у другом ентитету                                                            | 103857   |
| 50  | Мушко становништво рођено у другом ентитету                                                      | 55176    |
| 51  | Женско становништво рођено у другом ентитету                                                     | 48681    |
| 52  | Становништво од 5 година и више резидентно у ентитету у јуну 2005. године                        | 93595    |
| 53  | Мушко становништво старосног доба од 5 година и више, резидентно у ентитету у јуну 2005. године  | 49274    |
| 54  | Женско становништво старосног доба од 5 и више година, резидентно у ентитету у јуну 2005. године | 44321    |
| 55  | Становништво од 5 година и више које је живело у другом ентитету у јуну 2005. године             | 38778    |
| 56  | Мушко становништво старије од 5 година које је живело у другом ентитету у јуну 2005. године      | 20297    |
| 57  | Женско становништво старије од 5 година које је живело у другом ентитету у јуну 2005. године     | 18481    |
| 58  | Становништво од 3 године и више које говори аутохтони језик                                      | 18233    |
| 59  | Мушко становништво старо 3 године и више које говори аутохтони језик                             | 10756    |
| 60  | Женско становништво старо 3 године и више које говори аутохтони језик                            | 7477     |
| 61  | Становништво од 3 године и више које говори аутохтони језик и не говори шпански језик            | 216      |
| 62  | Мушко становништво старо 3 године и више које говори аутохтони језик и не говори шпански         | 79       |
| 63  | Женско становништво старо 3 године и више које говори аутохтони језик и не говори шпански језик  | 137      |
| 64  | Становништво старо 3 године и више које говори аутохтони језик и шпански                         | 16982    |
| 65  | Мушко становништво старо 3 године и више које говори аутохтони језик и шпански                   | 10089    |
| 66  | Женско становништво старо 3 године и више које говори аутохтони језик и шпански                  | 6893     |
| 67  | Становништво од 5 година и више које говори аутохтони језик                                      | 18124    |
| 68  | Становништво од 5 година и више које говори аутохтони језик и не говори шпански језик            | 196      |
| 69  | Становништво од 5 година и више које говори аутохтони језик и говори шпански језик               | 16904    |
| 70  | Становништво у домородачким домаћинствима                                                        | 36322    |
| 71  | Становништво са ограничењима у активностима                                                      | 3906     |
| 72  | Становништво са ограниченим ходањем или кретањем, горе или доле                                  | 1686     |
| 73  | Становници са ограничењима вида, чак и уз кориштење сочива                                       | 1609     |
| 74  | Становништво са ограничењима говора, комуникације или конверзације                               | 396      |
| 75  | Становништво са ограниченим слухом                                                               | 257      |
| 76  | Становништво са ограничењима при одевању, купању или јелу                                        | 125      |
| 77  | Становништво са ограничењима у опажању или учењу једноставних ствари                             | 186      |
| 78  | Становништво са менталним ограничењима                                                           | 234      |
| 79  | Становништво без ограничења активности                                                           | 148543   |
| 80  | Становништво од 3 до 5 година које не похађа школу                                               | 5227     |
| 81  | Мушко становништво од 3 до 5 година које не похађа школу                                         | 2598     |
| 82  | Женско становништво од 3 до 5 година које не похађа школу                                        | 2629     |
| 83  | Становништво од 6 до 11 година које не похађа школу                                              | 773      |
| 84  | Мушко становништво од 6 до 11 година које не похађа школу                                        | 404      |
| 85  | Женско становништво од 6 до 11 година које не похађа школу                                       | 369      |
| 86  | Становништво од 12 до 14 година које не похађа школу                                             | 628      |
| 87  | Мушко становништво од 12 до 14 година које не похађа школу                                       | 318      |
| 88  | Женско становништво од 12 до 14 година које не похађа школу                                      | 310      |
| 89  | Становништво од 15 до 17 година похађа школу                                                     | 4272     |
| 90  | Мушко становништво од 15 до 17 година похађа школу                                               | 2189     |
| 91  | Женско становништво између 15 и 17 година живота у школи                                         | 2083     |
| 92  | Становништво од 18 до 24 године похађа школу                                                     | 2894     |
| 93  | Мушко становништво од 18 до 24 године похађа школу                                               | 1462     |
| 94  | Женско становништво од 18 до 24 године похађа школу                                              | 1432     |
| 95  | Становништво од 8 до 14 година које не може да чита и пише                                       | 543      |
| 96  | Мушко становништво старосног доба од 8 до 14 година које не може да чита и пише                  | 322      |
| 97  | Женско становништво старосног доби од 8 до 14 година које не може да чита и пише                 | 221      |
| 98  | Становништво од 15 година и више које је неписмено                                               | 3079     |
| 99  | Мушко становништво од 15 година и више које је неписмено                                         | 1257     |
| 100 | Женско становништво од 15 година и више које је неписмено                                        | 1822     |
| 101 | Становништво старо 15 и више година без школовања                                                | 3953     |
| 102 | Мушко становништво старо 15 и више година без школовања                                          | 1747     |
| 103 | Женско становништво старо 15 и више година без школовања                                         | 2206     |
| 104 | Становништво старосног доба 15 и више година са непотпуним основним образовањем                  | 9132     |
| 105 | Мушко становништво старосног доба од 15 година и више са непотпуном основним образовањем         | 4557     |
| 106 | Женско становништво старосног доба 15 и више година са непотпуном основним образовањем           | 4575     |
| 107 | Становништво старо 15 и више година са комплетним основним образовањем                           | 14606    |
| 108 | Мушко становништво старо 15 година и више са комплетним основним образовањем                     | 7276     |
| 109 | Женско становништво старо 15 и више година са комплетним основним образовањем                    | 7330     |
| 110 | Становништво старосног доба 15 и више година са непотпуним средњим образовањем                   | 5405     |
| 111 | Мушко становништво старосног доба од 15 година и више са непотпуним средњим образовањем          | 3010     |
| 112 | Женско становништво старосног доба од 15 година и више са непотпуним средњим образовањем         | 2395     |
| 113 | Становништво старо 15 и више година са пуним секундарном образовањем                             | 30713    |
| 114 | Мушко становништво старосног доба од 15 година и више са пуним секундарном образовањем           | 17030    |
| 115 | Женско становништво старосног доба од 15 година и више са пуним секундарном образовањем          | 13683    |
| 116 | Становништво старије од 18 година са постосновним образовањем                                    | 43824    |
| 117 | Мушко становништво старије од 18 година са постосновним образовањем                              | 23817    |
| 118 | Женско становништво старије од 18 година са постосновним образовањем                             | 20007    |
| 119 | Просечна оцена школовања                                                                         | 9.54     |
| 120 | Просечан ниво образовања мушке популације                                                        | 9.66     |
| 121 | Просечан ниво образовања женског становништва                                                    | 9.4      |
| 122 | Економски активно становништво                                                                   | 81832    |
| 123 | Економски активна мушка популација                                                               | 53823    |
| 124 | Економски активна женска популација                                                              | 28009    |
| 125 | Становништво које није економски активно                                                         | 34559    |
| 126 | Мушко становништво које није економски активно                                                   | 7901     |
| 127 | Женско становништво које није економски активно                                                  | 26658    |
| 128 | Запослено становништво                                                                           | 78889    |
| 129 | Запослено мушко становништво                                                                     | 51658    |
| 130 | Запослено женско становништво                                                                    | 27231    |
| 131 | Незапослена популација                                                                           | 2943     |
| 132 | Незапослена мушка популација                                                                     | 2165     |
| 133 | Незапослена женска популација                                                                    | 778      |
| 134 | Становништво без права на здравствене услуге                                                     | 55058    |
| 135 | Становништво које има право на здравствене услуге                                                | 98440    |
| 136 | Становништво које има право на ИМСС                                                              | 74234    |
| 137 | Становништво које има право на социјално осигурање                                               | 3341     |
| 138 | Становништво које има право на државно социјално осигурање                                       | 298      |
| 139 | Становништво које има право на опште осигурање или здравствено осигурање за нову генерацију      | 15975    |
| 140 | Становништво које је било једном или није било у браку током 12 година и више                    | 38058    |
| 141 | Венчано или уједињено становништво од 12 година и више                                           | 70030    |
| 142 | Становништво које је било у браку или уједињено 12 година и више                                 | 8408     |
| 143 | Становништво са католичком религијом                                                             | 92821    |
| 144 | Протестанти, еванђелисти и библијски следбеници различити од еванђелиста                         | 27573    |
| 145 | Становништво са другим религијама различитим од претходних                                       | 268      |
| 146 | Становништво без религије                                                                        | 30294    |
| 147 | Укупно пописаних домаћинства                                                                     | 48092    |
| 148 | Пописна домаћинства на челу са мушкарцима                                                        | 37381    |
| 149 | Пописна домаћинства на челу са женама                                                            | 10711    |
| 150 | Становништво у пописним домаћинствима                                                            | 156366   |
| 151 | Становништво у пописним домаћинствима на челу са мушкарцима                                      | 124011   |
| 152 | Становништво у пописним домаћинствима на челу са женама                                          | 32355    |
| 153 | Укупно домаћинстава                                                                              | 69301    |
| 154 | Укупно насељених домаћинстава                                                                    | 48922    |
| 155 | Укупно приватних кућа                                                                            | 68471    |
| 156 | Насељени приватни домови                                                                         | 48092    |
| 157 | Укупно насељених приватних кућа                                                                  | 48904    |
| 158 | Ненасељене приватне куће                                                                         | 14209    |
| 159 | Појединачна домаћинства за привремену употребу                                                   | 6170     |
| 160 | Становници у насељеним приватним кућама                                                          | 156366   |
| 161 | Насељеност станара у приватним становима                                                         | 3.25     |
| 162 | Просечно становника по соби у приватним насељеним домаћинствима                                  | 1.42     |
| 163 | Појединачна домаћинства са подовима од различитих материјала од земље                            | 45306    |
| 164 | Појединачна домаћинства у приземљу                                                               | 829      |
| 165 | Појединачна домаћинства са једном спаваћом собом                                                 | 30018    |
| 166 | Појединачна домаћинства са две спаваће собе и више                                               | 16403    |
| 167 | Појединачна домаћинства са једним собом                                                          | 18072    |
| 168 | Појединачна домаћинства са две собе                                                              | 9147     |
| 169 | Појединачна домаћинства са 3 собе и више                                                         | 19141    |
| 170 | Појединачна домаћинства која имају електрично светло                                             | 46181    |
| 171 | Појединачна домаћинства која немају електрично светло                                            | 315      |
| 172 | Појединачна домаћинства која имају водоводну воду у стамбеном простору                           | 45611    |
| 173 | Појединачна домаћинства која немају водоводну воду у стамбеном простору                          | 693      |
| 174 | Појединачна домаћинства која имају тоалет                                                        | 45996    |
| 175 | Појединачна домаћинства која имају канализацију                                                  | 45964    |
| 176 | Појединачна домаћинства која немају канализацију                                                 | 253      |
| 177 | Појединачна домаћинства која имају електрично светло, довод воде из јавне мреже и канализацију   | 45227    |
| 178 | Појединачна домаћинства без икаквих услова                                                       | 844      |
| 179 | Појединачна домаћинства која имају радио                                                         | 26845    |
| 180 | Појединачна домаћинства која имају телевизор                                                     | 42506    |
| 181 | Појединачна домаћинства која имају фрижидер                                                      | 38167    |
| 182 | Појединачна домаћинства која имају машину за веш                                                 | 30037    |
| 183 | Појединачна домаћинства која имају аутомобил или комби                                           | 15328    |
| 184 | Појединачна домаћинства која имају рачунар                                                       | 13887    |
| 185 | Појединачна домаћинства која имају фиксну телефонску линију                                      | 7301     |
| 186 | Појединачна домаћинства која имају мобилни телефон                                               | 41382    |
| 187 | Појединачна домаћинства која имају приступ интернету                                             | 9131     |